# Дель-Ріо (Техас)
Дель-Ріо (англ. Del Rio) — місто (англ. city) в США, в окрузі Вал-Верде штату Техас. Населення — 34 673 особи (2020).

## Географія
Місто Дель-Ріо розташоване у південно-західній частині Техасу, на північному березі ріки Ріо-Гранде, навпроти мексиканського міста Сьюдад-Акунья. Дель-Ріо входить в округ Валь-Верде і є його адміністративним центром. Площа міста становить 40 км².
Дель-Ріо розташований за координатами 29°22′12″ пн. ш. 100°52′51″ зх. д. / 29.37000° пн. ш. 100.88083° зх. д. (29.370099, -100.880772).  За даними Бюро перепису населення США в 2010 році місто мало площу 52,31 км², з яких 52,18 км² — суходіл та 0,13 км² — водойми.

### Клімат
| Клімат : Дель-Ріо       | Клімат : Дель-Ріо | Клімат : Дель-Ріо | Клімат : Дель-Ріо | Клімат : Дель-Ріо | Клімат : Дель-Ріо | Клімат : Дель-Ріо | Клімат : Дель-Ріо | Клімат : Дель-Ріо | Клімат : Дель-Ріо | Клімат : Дель-Ріо | Клімат : Дель-Ріо | Клімат : Дель-Ріо | Клімат : Дель-Ріо |
| Показник                | Січ.              | Лют.              | Бер.              | Квіт.             | Трав.             | Черв.             | Лип.              | Серп.             | Вер.              | Жовт.             | Лист.             | Груд.             | Рік               |
| Абсолютний максимум, °C | 33,3              | 37,2              | 39,4              | 41,7              | 42,8              | 44,4              | 43,9              | 42,8              | 43,3              | 41,1              | 35,6              | 32,2              | 44,4              |
| Середній максимум, °C   | 17,7              | 20,3              | 24,6              | 28,7              | 32,1              | 34,8              | 35,9              | 36,2              | 32,7              | 28,0              | 22,2              | 17,8              | 27,6              |
| Середній мінімум, °C    | 4,8               | 7,2               | 11,2              | 15,3              | 19,9              | 23,0              | 24,0              | 24,1              | 21,0              | 16,1              | 9,8               | 4,9               | 15,1              |
| Абсолютний мінімум, °C  | −11,1             | −11,7             | −7,2              | 0,6               | 7,2               | 9,4               | 17,2              | 15,6              | 6,1               | −2,2              | −8,3              | −12,2             | −12,2             |
| Норма опадів, мм        | 18                | 22                | 29                | 42                | 71                | 60                | 45                | 55                | 56                | 57                | 24                | 17                | 496               |
| Днів з опадами          | 4,4               | 5,1               | 5,4               | 5,2               | 6,7               | 5,7               | 4,2               | 4,0               | 5,3               | 5,8               | 4,4               | 4,9               | 61,1              |
| Днів зі снігом          | 0,5               | 0,1               | 0                 | 0                 | 0                 | 0                 | 0                 | 0                 | 0                 | 0                 | 0                 | 0                 | 0,6               |
| ----------------------- | ----------------- | ----------------- | ----------------- | ----------------- | ----------------- | ----------------- | ----------------- | ----------------- | ----------------- | ----------------- | ----------------- | ----------------- | ----------------- |
| Джерело: NOAA           |                   |                   |                   |                   |                   |                   |                   |                   |                   |                   |                   |                   |                   |

## Демографія
Згідно з переписом 2010 року, у місті мешкала 35 591 особа в 11 599 домогосподарствах у складі 8685 родин. Густота населення становила 680 осіб/км².  Було 12958 помешкань (248/км²).
Расовий склад населення:
| - 84,6 % — білих - 1,5 % — чорних або афроамериканців - 0,5 % — корінних американців - 0,5 % — азіатів - 0,1 % — вихідців з тихоокеанських островів - 10,7 % — осіб інших рас |

До двох чи більше рас належало 2,0 %. Частка іспаномовних становила 84,1 % від усіх жителів.
За віковим діапазоном населення розподілялося таким чином: 29,4 % — особи молодші 18 років, 57,4 % — особи у віці 18—64 років, 13,2 % — особи у віці 65 років та старші. Медіана віку мешканця становила 33,4 року. На 100 осіб жіночої статі у місті припадало 98,7 чоловіків;  на 100 жінок у віці від 18 років та старших — 96,7 чоловіків також старших 18 років.
Середній дохід на одне домашнє господарство  становив 54 745 доларів США (медіана — 41 001), а середній дохід на одну сім'ю — 60 877 доларів (медіана — 48 009). Медіана доходів становила 37 460 доларів для чоловіків та 28 961 долар для жінок. За межею бідності перебувало 21,4 % осіб, у тому числі 29,1 % дітей у віці до 18 років та 22,8 % осіб у віці 65 років та старших.
Цивільне працевлаштоване населення становило 13 777 осіб. Основні галузі зайнятості: освіта, охорона здоров'я та соціальна допомога — 26,1 %, публічна адміністрація — 15,1 %, роздрібна торгівля — 14,8 %.